# 日本社会福祉士養成校協会
一般社団法人日本社会福祉士養成校協会（にほんしゃかいふくししようせいこうきょうかい）は、日本の一般社団法人の一つで社会福祉士養成施設等によって結成されている。略称は社養協、JASCSW (Japanese Association of Schools of Certified Social Worker)。2017年3月に解散され翌日に日本ソーシャルワーク教育学校連盟となった。

## 沿革
- 2001年6月27日 - 設立

## 活動内容
社会福祉士養成など関する様々な事業を行う。